# Třída Albatros (1954)
Třída Albatros byla třída protiponorkových korvet postavených pro italské, dánské a nizozemské námořnictvo. Celkem bylo postaveno osm jednotek této třídy. Jejich stavba byla financována z amerického programu MDAP (Mutual Defense Assistence Program). Na základě třídy Albatros byla navíc pro indonéské námořnictvo postavena dvojice korvet třídy Pattimura.

## Stavba
Celkem bylo postaveno osm korvet této třídy, z toho tři pro Itálii, čtyři pro Dánsko a jedna pro Nizozemsko. Italská plavidla byla postavena v letech 1953-1955.
Jednotky třídy Albatros:
| Jméno            | Uživatel   | Spuštěna | Vstup do služby | Status            |                                                                       |
| ---------------- | ---------- | -------- | --------------- | ----------------- | --------------------------------------------------------------------- |
| Albatros (F 543) | Itálie     | 1953     | 1954            | 1. června 1955    | v polovině 70. let upravena na minolovku, vyřazena na konci 80. let   |
| Alcione (F 544)  | Itálie     | 1953     | 1954            | 23. října 1955    | vyřazena 1991                                                         |
| Airone (F 545)   | Itálie     | 1953     | 1954            | 29. prosince 1955 | vyřazena 1991                                                         |
| Bellona (F 344)  | Dánsko     |          | 1955            | 2. února 1957     | vyřazena 1981                                                         |
| Diana (F 345)    | Dánsko     |          | 1954            | 30. července 1955 | vyřazena 1974                                                         |
| Flora (F 346)    | Dánsko     |          | 1955            | 28. srpna 1956    | vyřazena 1977                                                         |
| Triton (F 347)   | Dánsko     |          | 1954            | 10. srpna 1955    | vyřazena 1981                                                         |
| Lynx (F 823)     | Nizozemsko |          |                 | 2. října 1956     | dne 18. října 1961 převzata Itálií jako Aquila (F 542), vyřazena 1991 |

## Konstrukce

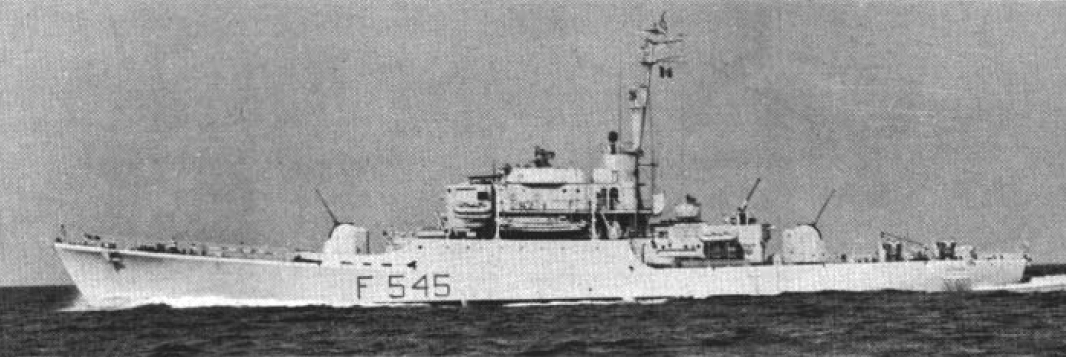
Airone (F 545)

Elektroniku tvořil vyhledávací radar SPQ-2 a trupový sonar QCU-2. Po dokončení plavidla nesla dva 76,2mm kanóny v jednohlavňových věžích, jeden 40mm dvoukanón, dva salvové vrhače hlubinných pum Hedgehog, dva vrhače a jednu skluzavku pro hlubinné pumy. Pohonný systém tvořily dva diesely Ansaldo-FIAT o výkonu 4600 hp, pohánějící dva lodní šrouby. Nejvyšší rychlost dosahovala 19 uzlů.

### Modifikace
Na italských korvetách byly roku 1963 jejich 76,2mm kanóny nahrazeny dvěma jednohlavňovými 40mm kanóny, přičemž protiponorková výzbroj byla rozšířena o dva trojhlavňové 324mm torpédomety.